# Haute École Paul-Henri Spaak
De Haute École (de la Communauté Française) "Paul-Henri Spaak" is een Franstalige hogeschool in België. Ze werd genoemd naar de voormalige politicus Paul-Henri Spaak en ontstond bij de invoering van de bachelor-masterstructuur door fusie van enkele instellingen voor hoger onderwijs:
- het ISES te Ukkel waar secretariaatsopleidingen gegeven worden op het niveau Bachelor:
  - Directie-assistent(e)
  - Medisch secretariaat
  - Rechtspraktijk
- het ISEK te Oudergem, met paramedische opleidingen (Ergo-, kine-, prothesist) en enkele interdisciplinaire opleidingen in de geriatrie, revalidatie,...
- het IESP  te Nijvel, met onderwijsopleidingen
- het IESSID te Elsene
  - Maatschappelijk assistent
  - bibliothecaris-documentalist
- het ISIB te Brussel met technische opleidingen zoals onder meer industrieel ingenieur